# Andrzej Wojdowski
Andrzej Wojdowski (ur. w 1565 w Chmielniku, zm. w 1622) – polski naukowiec i duchowny braci polskich.
Urodził się w 1565 roku w Chmielniku. W 1598 roku został wysłany (podobnie jak Krzysztof Ostorodt) jako misjonarz do Holandii. W Lejdzie swą działalnością obaj misjonarze wywołali wiele kontrowersji,  jednak ich misja zakończyła się sukcesem w postaci nawróceniu wielu studentów uniwersytetu w Lejdzie na unitarianizm. Wśród nawróconych był Ernst Soner. Po powrocie do Polski Wojdowski spotkał się z prześladowaniami na tle religijnym. W 1610 był pastorem w Łazinie, ale nie był nim długo, gdyż już w 1611 roku w ramach prześladowań był topiony w Rudawie, przez tak zwane ponurzanie.
Zapewne jego wnukiem był Andrzej Wojdowiusz (Wojdowius), który 20 grudnia 1658 roku został skazany jako brat polski na areszt w ratuszu w Rakowie za nieuczęszczanie na katolicką mszę. W listopadzie 1660 ochrzcił się z żoną Krystyną w Rakowie i wstąpił do karmelitańskiego bractwa szkalperznego. Jego matka, Anna przyjęła chrzest w kościele katolickim dopiero w lipcu 1661.